# Újbázos
Újbázos románul: Bazoșu Nou, falu Romániában, a Bánságban, Temes megyében.

## Fekvése
Bükkfalva közelében, a Temes mentén fekvő település.

## Története
Újbázos (Bazoşu Nou), új település, mely 1941-ben alakult 254 lakossal, melyből 252 román volt, és később beleolvadt Colonia Hotar is.
1956-ban 271 lakosa volt, 1966-ban 260 román lakosa volt, majd 1977-ben 361 lakosából 358 román, 3 magyar, 1992-ben pedig 270 román lakosa volt. volt.

## Nevezetességek
- Újbázosi arborétum - A 60 hektáron fekvő arborétum teljes területe védett. Az arborétumot még az Ambrózy család egyik tagja: Ambrózy Lajos alapította 1903-ban. Területén a világ minden tájáról való fa és cserje megtalálható.